# Overly Attached Girlfriend
Overly Attached Girlfriend (OAG) o "xicota massa obsessionada" és un personatge de ficció en forma de Mem d'Internet originat a partir d'un vídeo viral YouTube publicat per Laina Morris el 6 de juny de 2012. El personatge va ser creat per Laina Morris (nascuda el 22 de juny de 1991). El vídeo era una publicació per un concurs anunciat per Justin Bieber qui va desafiar els seus fans a un videoclip de resposta a la seva nova cançó "Boyfriend" on s'expressés l'impacte per la lletra d'aquesta cançó. El vídeo, el qual va satiritzar elements del Bieber cançó que ha estat percebut mentre clingy, va presentar Morris staring a la càmera amb un somriure fix mentre cantant aproximadament Facebook-stalking el seu xicot i altres temes.
L'any 2019, Morris va anunciar la seva sortida de YouTube i publicà un vídeo el 24 de juliol de 2019 detallant que ja no faria vídeos i abandonaria YouTube del tot. Va parlar sobre la seva història personal pròpia amb la depressió i ansietat que havia patit entre bastidors fora de càmera. Previ a aquest anunci, va haver-hi només una publicació d'un vídeo a YouTube en els dos anys anteriors.

## Popularitat
El 21 de desembre de 2015, el seu canal de YouTube tenia més d'1.285.312 subscriptors i més de 144.885.832 vistes. El seu nom d'usuari seria "wzr0713" oficialment, però el seu nom de pantalla l'identificava com a "Laina". El seu vídeo va ser destacat per la pàgina web de notícia social reddit i de pressa esdevindria popular, obtenint més de 170,000 vistes el primer dia.
D'aquest èxit del vídeo, 'OAG' esdevenia un mem que presentaria la imatge macro de la dona jove presentada en el vídeo, somrient i mantenint una cara de maníaca a la càmera que seria titulada amb missatges d'assetjament, gelosia, fins a un grau malaltís. La imatge va sobrepassar la fama del vídeo i traspassà a altres plataformes populars com pàgines web de mitjans de comunicació socials i seria remesclada de diverses maneres.
Morris continuà produint vídeos però amb temàtiques més allunyades aproximadament durant una setmana després. I mentre alguns van presentar l'OAG com a persona, molts exploraren fora del format d'OAG, incloent-hi campanyes de caritat, finançament de projectes i intents d'entrevistar celebritats a la catifa vermella als premis American Music Awards. Exactament un any després del vídeo fan de Justin Bieber inicial, Morris va aconseguir més de 595.000 subscripcions i 76.500.000 de vistes a YouTube. Una setmana després, el seu recompte de subscripcions va pujar 605.000 més i les vistes van augmentar a 77.400.000. Amb el vídeo fan de Justin Bieber assolí les 15,600,000 vistes i el seu vídeo fan de CRJ aconseguiria 18.600.000 vistes.

## OAG a YouTube
El 18 de juny de 2012, publicà un altre vídeo, abraçant el concepte de Xicota Massa Obsessionada i cantant un altre cop, aquesta vegada parodiant a Carly Rae Jepsen i la seva cançó "Call Me Mayber", i aquest vídeo també esdevingué molt popular. Morris també va fer vídeos de Drake per la seva canço "The Motto", Every Breath You Take" de The Police, "As Long as You Love Me" de Backstreet Boys, "Girlfriend" de Avril Lavigne, "Your Love Is My Drug" de Ke$ha, "Just Got Started Lovin' You" de James Otto, i "You Belong with Me" de Taylor Swift. Una paròdia de Taylor Swift és "We Are Never Ever Getting Back Together" seria pujada el 17 de desembre de 2012. Una paròdia de "What Makes You Beautiful" De One Direction el 14 de gener de 2013. I a Snapchat parodià "Blurred Lines" de Robin Thickeel 4 de juliol de 2013. Morris També ha estat presentat en vídeos de Shane Dawson, Tyler Oakley i TheBrothersReidell entre d'altres, i ha estat presentat en un Teens React de TheFineBros. Continuà aportant vídeos cada dijous, i el 6 de juny de 2013, publicà un ontatge de clips seus amb reaccions dels espectadors per celebrar l'aniversari del seu vídeo original com a OAG.
El 13 de juny de 2013, pujà el seu primer vídeo polític, una paròdia de l'himne nacional dels EUA en el qual anava vestida d'Oncle Sam i cantava sobre la vigilància a través de Skype, Facebook, i Google per part de la NSA. El 20 de maig de 2015, Delta Air Lines publicà un vídeo de seguretat que va incloure OAG i altres mems d'Internet.
El 25 de juliol de 2019, Morris pujà un vídeo que anunciava la seva jubilació de YouTube. Morris cità raons múltiples per l'anunci, incloent-hi depressió, estrès i salut mental.

## Identitat de la Overly Attached Girlfriend
L'usuari darrere del mem és Laina Morris de Denton, Texas, i ha estat anomenada per Mashable com una de les un de "15 persones que es van fer més famoses a Internet l'any 2012". S'identifica en vídeos només com a Laina ja que per petició seva va demanar que el seu cognom no aparegués escrit. Morris ha intentat matisar la imatge "obsessiva" amb altres facetes interpretatives i ha provat d'altres registres a les seves aparicions. Això ha implicat per exemple aparèixer en un vídeo parlant sobre el cotxe Kia Soul, o participant en la comèdia "LifeAccordingToJimmy", informant a la catifa vermella dels American Music Awards, o en vídeos de Lund and Gilly i "Dare to Share" per caritat. Ella ha recuperant el personatge obsessiu alguna vegada però amb algun gir com quan va aparèixer el 12 de novembre de 2012 a un anunci de Samsung mostrant el disc dur 840 SSD. La reacció del públic va ser molt diversa entre les crítiques i les alabances per la seva capacitat re-interpretativa del seu "meme". El 25 de setembre de 2013, Morris aparegué amb Good Girl Gina, de Sheltered College Freshman, i amb Bad Luck Brian a un anunci per RealPlayer Cloud.
Malgrat el seu personatge de xicota obsessiva, Morris confirmà per correu electrònic a un fan que el 22 de gener de 2015 tenia un xicot com a parella.

## Aparicions
L'11 de març de 2013, Morris aperegué al Late Nigh with Jimmy Fallon. El maig 2013, Morris va guanyar un concurs d'aguantar la mirada a Jessica Alba als Singapore Social Awards, presentats per Starcount. El desembre 2013 fou convidada al podcast The Nerdist amb Chris Hardwick. I va aparèixer amb l'equip de Epic Meal time l'any 2013 per Youtube Rewind. Va aparèixer també a TableTop jugant Cards Against Humanity. Morris és també una aficionada al club FC Dallas.